# Pukberget
Pukberget är ett berg i Lofta distrikt (Lofta socken) i Västerviks kommun på udden mellan Hovricken och Utrikeviken.
Berget är enligt sägnen uppkallat efter jätten Puke som bodde i berget med sin dotter Ylva. När Lofta kristnades skall han ha kastat sten mot Lofta kyrka för att få tyst på klockringningen men missat, stenarna landade i stället norr om Trostad där ännu ligger kvar. Till slut valde han att lämna Lofta för att bosätta sig på Gotland där han blev känd som Hoburgsgubben. Han skall ha försökt föra över sin skatt till Gotland men den skall ha sjunkit i Hovricken. 